# Zdena Ančík
Zdena Ančík, vlastním jménem Zdeněk Ančík (10. ledna 1900 Kunovice – 17. září 1972 Praha) byl český novinář, spisovatel a básník.

## Život
Odmaturoval na gymnáziu v Uherském Hradišti, poté vystudoval Filozofickou fakultu Univerzity Karlovy. Od roku 1926 pracoval v redakci Trnu. V roce 1939 jako součást ilegálního hnutí působil jako spojka mezi českými a slovenskými skupinami. O rok později odešel do Francie, kde vstoupil do armády a po porážce Francie spolu s dalšími československými vojáky odešel do Anglie, kde pracoval jako publicista v tiskovém orgánu československé brigády a působil v rozhlasovém vysílání československé exilové vlády. Po druhé světové válce pracoval na ministerstvu informací. Dne 25. února 1948 podepsal výzvu prokomunistické inteligence Kupředu, zpátky ni krok! podporující komunistický převrat. V letech 1956–1961 byl zaměstnaný jako úředník na předsednictvu vlády. Také psal pro Rudého práva a Dikobraz. Vydal knihu o životě Jaroslava Haška.